# Jean d'Estrées (évêque de Laon)
Pour les articles homonymes, voir Jean d'Estrées.
Jean d'Estrées (né le 22 août 1651 à Paris, mort le 1er décembre 1694) est un membre de la grande famille d'Estrées qui fut évêque de Laon de 1681 à 1694, date de sa mort.

## Origine familiale
Jean d'Estrées appartient à la prestigieuse famille d'Estrées.
- Il est le petit-fils de François Annibal I d'Estrées (né vers 1573-1670), 1er duc et pair d'Estrées, maréchal de France.

- Il est le fils de François Annibal II d'Estrées, (1623-1687), 2e duc D'Estrées, pair de France, lieutenant général des armées du Roi et ambassadeur, et de Catherine de Lauzières-Thémine, fille et héritière de Charles de Lauzières-Thémines et d'Anne Habert de Montmort.

- Il est le frère cadet de François Annibal III d'Estrées, (1648-11 septembre 1698), 3e duc d'Estrées, pair de France, gouverneur de l'Île-de-France et des villes de Soissons, de Laon et de Noyon, maitre de camp de cavalerie.

- Il est le neveu de Jean II d'Estrées, (1624-1707), comte d'Estrées, maréchal de France, Vice-amiral de France, Vice-roi de l'Amérique, et de César d'Estrées, (1628-1714), cardinal, ambassadeur, membre de l'Académie française[1].

## Avant l'évêché de Laon
Jean d'Estrées grandit à Versailles dans l'entourage du dauphin du roi Louis XIV (Louis de France) dont il est un des enfants d'honneur. Louis XIV le connait personnellement.
Il ne jouit pas d'une solide santé : il est fréquemment sujet à des crises de goutte qui vont souvent le gêner dans sa tâche
César d'Estrées, son oncle, évêque de Laon, se démet de son évêché en faveur de son neveu Jean en 1681, contre une pension de 3000 livres qu'il donna chaque année à l'hôpital de Laon qu'il avait créé. Il obtient en outre du roi un brevet lui conservant ses prérogatives de duc et pair ecclésiastique. 
Jean d'Estrées accède ainsi à l'évêché de Laon sur nomination du roi en avril 1681 après la démission volontaire de son oncle. Toutefois l'ombre tutélaire de l'oncle illustre accompagna l'action du neveu (voir ci dessous).
Jean a trente ans, il est docteur en Sorbonne, a la réputation d'un prêtre pieux, instruit, voire érudit. Il est abbé, commendataire semble-t-il, de Conches (abbaye Saint-Pierre et Saint-Paul de Châtillon-lès-Conches), depuis le 22 février 1673.
Il est déjà venu à Laon où il avait accompagné son oncle en 1679. 

## Duc-Évêque de Laon
Jean D'Estrées est évêque de Laon de 1681 à 1694, période pendant laquelle son père François Annibal II d'Estrées puis son frère François Annibal III d'Estrées sont gouverneur de la même ville. Jean pourra donc compter sur l'appui du pouvoir civil pendant son ministère.

### Duc-Évêque et Pair de France
A l'évêché de Laon sont attachées les dignités de duc et de pair de France (l'évêque de Laon est un des six pairs ecclésiastiques). 
En tant qu'évêque de Laon, le titulaire est également comte d'Anizy.
Le 12 avril 1682, Jean d'Estrées est évêque assistant au sacre de Louis Habert de Montmor, évêque de Perpignan, au Val de grâce, à Paris.
En janvier 1683, il est à Paris pour prendre place au Parlement en tant que Pair, et de ce fait membre de droit : son admission eut lieu le 27 janvier 1683. L'évêque de Laon y tenait le 2ème rang ecclésiastique derrière l'archevêque de Reims, 1er pair et ministre du sacre des rois, devant les autres pairs ecclésiastiques dont l'archevêque de Paris et celui de Lyon, Primat des Gaules. Il y avait eu débat de préséance entre l'évêque de Langres et l'évêque de Laon : il fut tranché en faveur de Laon par le Parlement le 30 août 1566.
Ces dignités faisaient de cet épiscopat un poste recherché et objet de compétitions ou de convoitises, sous le regard des rois, attentifs aux nominations à ce poste. Elles expliquent également pourquoi les titulaires furent uniquement de grands noms .
En février 1687, Jean d'Estrées officie lui-même lors de l'inhumation à Soissons de son père François-Annibal II d'Estrées, mort le 30 janvier 1687 à Rome où il était ambassadeur au côté de son frère César d'Estrées.
En 1690, l'évêque de Laon est appelé à siéger comme député de la province de Reims à l'assemblée générale du clergé à Paris (il avait déjà participé à celles de 1681 et 1688). Il y est chargé par ses collègues, à la clôture des délibérations, d' haranguer le Roi. Il s'exécute à la satisfaction générale : il « sut soutenir les intérêts du clergé sans blesser ceux du Roi ». Son discours fut imprimé et inséré dans les registres du clergé,.
Jean d'Estrées possédait en 1691 un hôtel rue des Petits Champs à Paris. Il alternait la présence en son diocèse et les séjours à Paris. 

### Des débuts difficiles
Le nouvel évêque souhaite prendre en mains l'administration de son diocèse dès sa nomination. Mais nommé en avril, son arrivée et son sacre furent retardés du fait d'un violent accès de goutte en juillet 1681.
Jean d'Estrées ne fait ainsi son entrée solennelle à Laon que le 10 septembre 1681, quelques jours après son sacre.
Comme à l'accoutumée, sa réception donna lieu à des festivités et réjouissances.
Il a très rapidement, dès 1682, des difficultés avec le chapitre de la cathédrale de Laon à la fois indépendant, puissant et jaloux de ses privilèges et droits. Ce chapitre entre en conflit avec Jean d'Estrées au sujet de leurs attributions et autorité respectives. L'affaire alla en justice. Sous son oncle César d'Estrées, le Parlement de Paris avait déjà dû se prononcer en 1672 sur un litige concernant ce chapitre.
Jean d'Estrées sollicite l'aide du cardinal d'Estrées en 1683. Les difficultés se prolongent jusqu'à une transaction passée devant notaire .

### Un évêque conscient de son rôle
Le nouvel évêque de Laon préside son 1er synode local le 1er juin 1683. Cette assemblée scelle la réconciliation avec le chapitre. L'allocution de Jean d'Estrées fut ensuite distribuée dans tout le diocèse sous la forme d'une lettre pastorale. Elle fut suivie d'ordonnances destinées à préciser différents points de la vie des clercs. Reproduites dans le recueil des actes de la province ecclésiastique de Reims, elles veillent à régler toutes les questions pouvant se poser aux ecclésiastiques.
Après le synode, Jean d'Estrées entreprend de visiter tout son diocèse, il se rend dans toutes les églises, même les plus petites, il y fait des proclamations, règle les différends, tout en gardant le souci de ne pas être une source de dépenses pour ceux qui le reçoivent. 
Jean d'Estrées prête serment de fidélité à l'église de Reims dont le diocèse de Laon dépend le 24 juin 1684.
Le 6 mai de la même année, à sa demande, il accueille 30 ecclésiastiques de missions étrangères pour aller prêcher la bonne parole. Il préside à Laon aux obsèques le 18 décembre 1684 de sa belle-sœur Madeleine de Lionne, épouse du gouverneur de l'Ile-de-France et de Laon, François Annibal III d'Estrées. Très connue dans la ville du fait de sa charité, sa mort suscita une grande émotion.

### La révocation de l'édit de Nantes
Le 18 octobre 1685, Louis XIV signe l'édit de Fontainebleau qui révoque l'édit de Nantes pris par son grand-père Henri IV en 1598 par lequel celui ci accordait un certain nombre de droits aux protestants. La révocation met fin à la relative tolérance envers la religion réformée à travers le royaume.
À la suite de la révocation, les magistrats du roi poursuivent puis persécutent les protestants, confisquent les biens de ceux refusant d'abjurer. De nombreux zélateurs prennent le relais et se prennent pour des missionnaires, persuadés que ces actions étaient en même temps acte de religion et preuve de dévouement au roi : Mme de Sévigné a pu en dire « tout est missionnaire présentement, chacun croit avoir une mission et surtout les magistrats et gouverneurs de province, soutenus de quelques dragons : c'est la plus grande et la plus belle chose qui ait été imaginée et exécutée ».
Le Laonnais, fut sérieusement concerné du fait des progrès faits par les protestants dans la région touchant jusqu'aux grandes familles. La disette qui frappe à la même époque la région (voir ci dessous) n'arrangea rien.
Jean d'Estrées prend une part active aux opérations menées notamment lors d'une nouvelle tournée pastorale en 1686: conférences dans l'église de l'hôpital de Laon, et dans les localités où la religion réformée avait fait le plus de progrès pour discuter des points de doctrine.
La question de savoir si l'évêque fut un promoteur des persécutions est discutée : pour certains, dont M. de Florival, il use beaucoup plus volontiers de la discussion, de la persuasion; pour d'autres, notamment une source protestante, il joue un rôle actif dans les exactions envers les réformés.

### Un prélat attentif aux pauvres
L'évêque de Laon mit ses pas dans ceux de son oncle, lequel soucieux du sort des pauvres, fonde en 1668 un hôpital général à Laon et obtient du roi en 1681 6000 livres pour sa fondation. Entre 1680 et 1683, l'évêque de Metz, Georges d'Aubusson de La Feuillade, étant abbé commendataire de l'abbaye Saint-Jean de Laon, est sollicité par César d'Estrées pour obtenir de l'aide : Georges d'Aubusson fait plusieurs donations à l'hôpital entre 1680 et 1690.
Dès ses débuts, Jean d'Estrées multiplie les efforts pour consolider l'œuvre initiée par César d'Estrées. Une de ses premières cérémonies officielles fut la consécration le 9 novembre 1681 de la chapelle, construction débutée en 1678, et des deux autels de l'hôpital. 
Jean d'Estrées effectue plusieurs démarches pour améliorer la situation de ce dernier : ayant appris que la papauté a accordé des indulgences spéciales à l'hôpital de Soissons, il écrit à Rome pour obtenir les mêmes avantages. Il prend plusieurs initiatives pour résoudre un conflit entre le magistrat civil et le chapitre de la cathédrale au sujet de la direction de l'hôpital. En rétorsion, le chapitre suspend les quêtes qui assurent un revenu assuré à la fondation pour les pauvres. L'évêque va, les efforts répétés de conciliation ayant échoué, jusqu'à saisir le Conseil du Roi pour obtenir une décision, l'enjeu étant la reprise des quêtes : en 1690, les quêtes reprennent. César d'Estrées félicita son neveu d'avoir rétabli l'union dans la gestion de l'institution.
Jean d'Estrées bénéficie à ce titre du soutien confirmé de son oncle : en 1684, l'évêque peut poser la première pierre d'un nouveau bâtiment construit grâce à un don du cardinal d'Estrées. Afin d'augmenter la piété, la dévotion et la charité de la population, César d'Estrées envoie depuis Rome le corps de saint Amant, martyr, récemment exhumé à Rome, afin qu'il soit placé dans la chapelle de l'hôpital. Reçue à Laon le 25 avril 1685, la relique est installée par Jean d'Estrées le 10 mai 1686 (la cérémonie fut elle aussi retardée en raison de nouveaux problèmes de santé de l'évêque) lors d'une grande cérémonie en présence de nombreux officiels.
Au début de l'année 1684, une disette frappe la région de Laon. Elle s'aggrave en 1685 du fait de mauvaises récoltes. Dès janvier 1685, le conseil de la ville de Laon dut prendre des mesures pour assurer la subsistance des pauvres et prévenir l'extension de la mendicité. En février 1685, la municipalité de Laon vote une aide à l'hôpital pour aider à distribuer le pain aux pauvres et pour faire travailler ceux qui le pouvaient à des travaux d'intérêt général, afin d'arrêter leur « démoralisation».
L'évêque convoque les membres du clergé et des différentes communautés pour arrêter les mesures à prendre pour soulager la misère. il s'engage personnellement pour 1200 livres, tant par générosité que pour donner l'exemple. De ce fait, les ecclésiastiques et abbayes suivirent et finalement 10 000 livres sont rassemblées et permettent de secourir 1300 pauvres. Des distributions sont organisées jusqu'en avril 1686 où la situation s'améliora, l'évêque y participant plusieurs fois en personne avec d'autres personnes de distinction.
Par ailleurs, Jean d'Estrées mobilise tout son diocèse pendant la famine qui frappe Laon et sa région en 1693-1694. Les problèmes débutent en 1691 avec la hausse du prix du blé ce qui provoque une nouvelle crise et fait apparaître de nouveaux pauvres. En même temps, les taxes et impôts se multiplient pour financer les charges de guerre. De ce fait, même les riches disposent de moins de moyens d'aider les pauvres. Le clergé dut donc prendre les choses en main. Face à la misère, l'évêque de Laon applique à la lettre, voire va au-delà, un édit royal prescrivant aux églises d'apporter leur argenterie superflue aux bureaux de la monnaie pour la vendre. Il obtient du roi un édit l'autorisant à vendre une partie des richesses de la basilique Notre-Dame de Liesse, malgré les protestations des habitants du lieu, le trésor contribuant à l'éclat du pèlerinage très couru à l'époque. En 1694, Jean d'Estrées convoque de nouveau comme en 1685 tout son clergé. Il incite, allant jusqu'aux pressions, toutes les personnes disposant de moyens, à venir en aide aux démunis, en payant de sa personne, tant financièrement que par les actions menées.
Son action dans le domaine frappa les esprits au point que le roi Louis XIV fit écrire en février 1693 à tous les prélats du royaume pour les inciter à suivre son exemple.

### Une communauté pour prêtres âgés et désargentés
Jean d'Estrées favorise lors de son ministère différentes fondations. En 1684, il aide à l'établissement à Laon d'une maison de l'Institut des Frères des écoles chrétiennes, disciples de saint Jean-Baptiste de la Salle, dont la mission était de favoriser l'éducation des enfants pauvres. Il contribue également à l'installation à Laon en 1685 des Filles de la providence appelées sœurs Marquettes, du nom de leur fondatrice, qui se donnaient la même mission pour les filles. Il ne perd pas de vue pour autant le collège de Laon à Paris auquel il prête également attention. Il corrige à plusieurs reprises (1685, 1687, 1688) le règlement du collège et modifie ses statuts.
Toutefois sa création la plus originale et novatrice, il n'en existe qu'une seule de même type dans la capitale, demeure la communauté pour prêtres infirmes ou très âgés et désargentés.
Jean d'Estrées avait pu constater lors de ses tournées dans le diocèse que nombre de cures étaient tenues par des prêtres âgés ou malades qui continuaient d'exercer par défaut de moyens autres. Estimant que cette situation n'était favorable ni à l'Église, ces personnes ne pouvaient qu'imparfaitement remplir leur rôle, ni aux intéressés, l'évêque décide d'ouvrir une maison pouvant accueillir les prêtres malades ou âgés et pauvres.
Il en rédige lui-même le règlement. L'institution put durer jusqu'en 1790 grâce aux donations d'habitants, de communautés religieuses.
Il meurt le 1er décembre 1694 à l'âge de 43 ans après de nouvelles crises de goutte . Il meurt en ne laissant aucune fortune, la santé ruinée par ses efforts et soucis dans son sacerdoce, sans compter que selon ses propres dires, le climat de Laon ne lui convenait pas. Il avait demandé à être inhumé dans sa cathédrale mais sa famille lui refusa ce vœu, et il fut enterré à Soissons, son cœur étant cependant amené à Laon.
A. D. de Florival reproduit son portrait, portrait situé dans le parloir de l'hôpital de Laon avec celui de son oncle.

## Armes

Son blason..

Jean d'Estrées a gardé les armes de son oncle César d'Estrées qui fut son prédécesseur en tant qu'évêque de Laon : « Écartelé au 1 et 4 d'argent fretté de sable de six pièces au chef d'or chargé de trois merlettes de sable qui est d'Estrées, au 2 et 3 d'or au lion d'azur, couronné et lampassé de gueules qui est la Cauchie ».